# Bisbat de Fabriano-Matelica
El bisbat de Fabriano-Matelica (italià: diocesi di Fabriano-Matelica; llatí: Dioecesis Fabrianensis-Mathelicensis) és una seu de l'Església catòlica, sufragània de l'arquebisbat d'Ancona-Osimo, que pertany a la regió eclesiàstica Marques. El 2006 tenia 52.000 batejats d'un total de 54.850 habitants. Actualment està regida pel bisbe Giancarlo Vecerrica.

## Territori

Mapa de la diòcesi

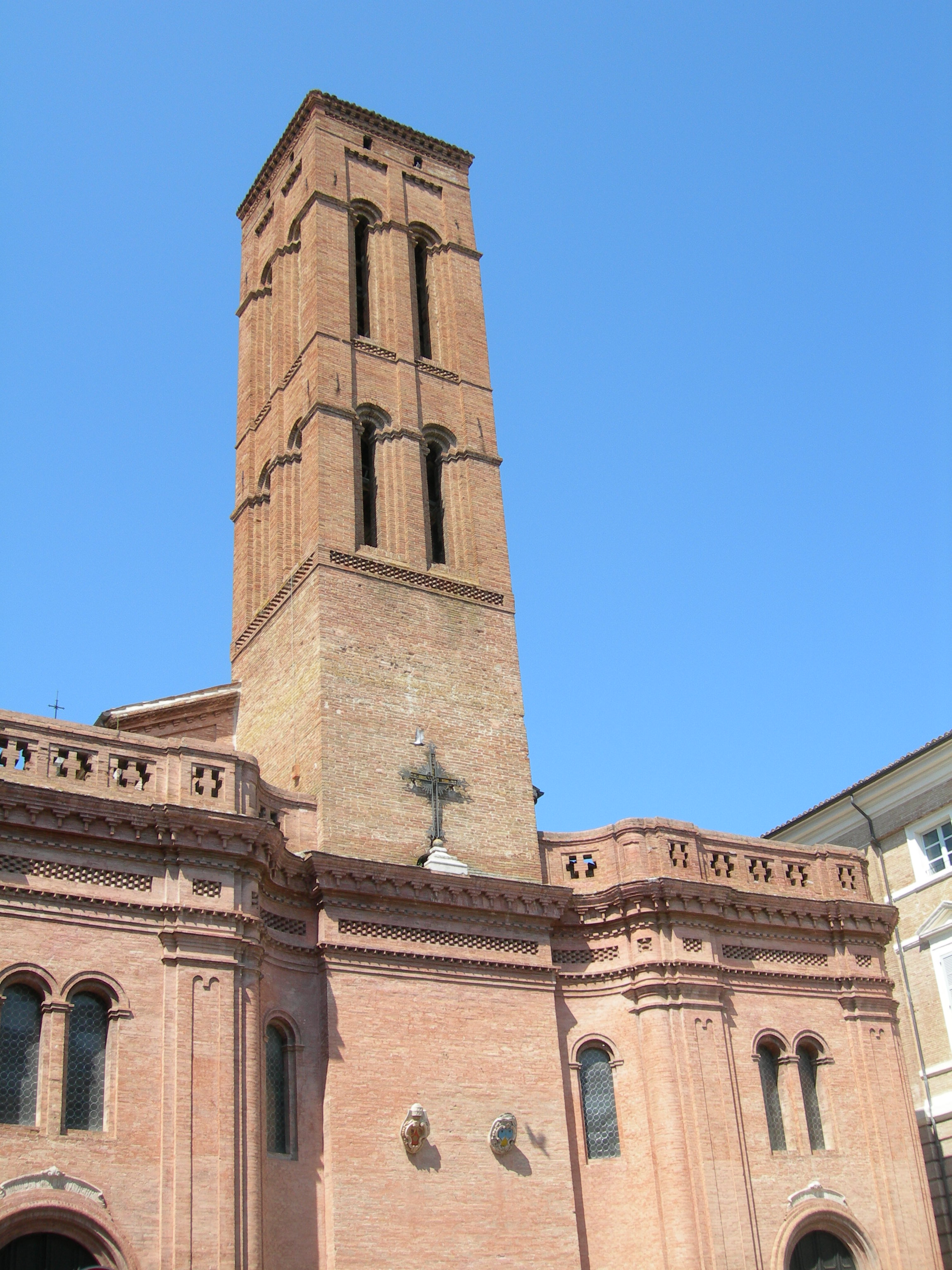
L'església de Santa Maria de Matelica, cocatedral de la diòcesi

La diòcesi s'estén sobre el territori de 6 municipis de les Marques: 5 a la província d'Ancona (Cerreto d'Esi, Fabriano, Genga, Sassoferrato i la part de Domo de Serra San Quirico); i un a la província de Macerata (Matelica).
La seu episcopal és la ciutat de Fabriano, on es troba la catedral de San Venanzio Martire; es troba la cocatedral de Santa Maria Assunta.
El territori està dividit en 58 parròquies, agrupades en quatre arxiprestats: Cerreto d'Esi, Fabriano, Matelica i Sassoferrato-Genga.

## Història
La ciutat de Matelica era un bisbat ja en el segle v: es coneixen els noms dels bisbes Equicio, present al sínode celebrat a Roma el 487 pel Papa Fèlix II; Basilio present a un altre sínode romà el 499; i Fiorenzo, que el 551 signà a Constantinoble la sentència pronunciada pel Papa Vigili contra Teodor de Cesarea. La diòcesi va deixar d'existir en el moment de l'arribada dels llombards a Itàlia: el 578 Matelica va quedar sota la jurisdicció del bisbe de Camerino.
Al consistori del 15 de novembre de 1728 el Papa Benet XIII, amb el decret Notoriae sunt, concedí a Fabriano el títol de ciutat i la dignitat de seu episcopal, establint l'església de Sant Venancio com a catedral: la diòcesi de Fabriano es va unir aeque principaliter a la de Camerino, de la qual s'havia pres el territori.
El 8 de juliol de 1785, el Papa Pius VI amb butlla Saepe factum est restaurà l'antic bisbat de Matelica i el va unir aeque principaliter a la diòcesi de Fabriano, separat de la jurisdicció del bisbe de Camerino: simultàniament les dues diòcesis van ser declarades immediatament subjecta a la Santa Seu.
Entre els segles XIX i xx, Fabriano experimentà episodis de violència anticlerical i maçònica, com quan en 1891 el pelegrinatge a Loreto va ser prohibit per raons d'higiene; o quan el 1911 es va produir un assalt als que van participar en la processó del Corpus Christi i el bisbe Pietro Zanolini haver de refugiar-se amb la custòdia a la primera porta oberta.
Després de la reorganització territorial de les diòcesis de les Marques implementat 19 de març de 1984, la diòcesi de Fabriano va adquirir diverses parròquies de les diòcesis de Camerino i Nocera Umbra-Gualdo Tadino.
El 30 de setembre de 1986, amb el decret Instantibus votis de la Congregació per als Bisbes, s'establí la plena unione de les dues diòcesis i la nova circumscripció eclesiàstica assumí el títol de Fabriano-Matelica.
L'11 de març de 2000 la diòcesi va perdre la seva independència i es convertí en part de la província eclesiàstica de l'arxidiòcesi d'Ancona-Osimo.
El seminari diocesà va ser reobert el 2008.

## Cronologia episcopal

### Bisbes de Matelica
- Equizio † (citat el 487)
- Basilio † (citat el 499)
- Fiorenzo † (citat el 551)

### Bisbes de Camerino i Fabriano
- Cosimo Torelli † (15 de novembre de 1728 - 27 d'agost de 1736 mort)
- Ippolito Rossi † (27 de setembre de 1736 - 17 de gener de 1746 nomenat bisbe de Senigallia)
- Francesco Viviani † (17 d'abril de 1746 - 30 de desembre de 1767 mort)
- Luigi Amici † (20 de juny de 1768 - 8 de juliol de 1785 nomenat bisbe de Camerino)

### Bisbes de Fabriano i Matelica
- Nicola Zoppetti, O.E.S.A. † (26 de setembre de 1785 - 12 de juliol de 1796 mort)
  - Sede vacante (1796-1800)
- Giovanni Francesco Capelletti † (11 d'agost de 1800 - 26 d'agost de 1806 nomenat bisbe d'Ascoli Piceno)
- Domenico Buttaoni † (26 d'agost de 1806 - 15 d'agost de 1822 mort)
- Pietro Balducci † (27 de setembre de 1822 - 18 de juliol de 1837 mort)
- Francesco Faldi † (2 d'octubre de 1837 - 18 de novembre de 1858 dimití)[2]
- Antonio Maria Valenziani † (23 de desembre de 1858 - 20 de febrer de 1876 mort)
- Leopoldo Angelo Santanché, O.F.M.Ref. † (3 d'abril de 1876 - 10 de febrer de 1883 mort)
- Macario Sorini † (15 de març de 1883 - 12 de juny de 1893 nomenat arquebisbe titular de Filippopoli de Tracia)
- Aristide Golfieri † (18 de març de 1895 - 29 de novembre de 1895 nomenat bisbe de Città di Castello)
- Luciano Gentilucci † (29 de novembre de 1895 - 14 de setembre de 1909 mort)
- Pietro Zanolini † (22 de febrer de 1910 - 8 de juliol de 1913 nomenat bisbe de Lodi)
- Andrea Cassulo † (15 d'abril de 1914 - 24 de gener de 1921 nomenat arquebisbe titular de Leontopoli d'Augustamnica)
- Luigi Ermini † (13 de juny de 1921 - 1945 mort)
- Lucio Crescenzi † (10 de juliol de 1945 - 19 de febrer de 1960 mort)
- Macario Tinti † (17 de maig de 1960 - 31 de maig de 1978 ritirato)
- Luigi Scuppa † (31 de maig de 1978 - 30 de setembre de 1986 nomenat bisbe de Fabriano-Matelica)

### Bisbes de Fabriano-Matelica
- Luigi Scuppa † (30 de setembre de 1986 - 26 de novembre de 2001 mort)
- Giancarlo Vecerrica, des del 30 de desembre de 2002

## Estadístiques
A finals del 2006, la diòcesi tenia 52.000 batejats sobre una població de 54.850 persones, equivalent al 94,8% del total.
| any  | població | població | població | sacerdots | sacerdots       | sacerdots       | sacerdots             | diaques | religiosos | religiosos | parroquies |
| ---- | -------- | -------- | -------- | --------- | --------------- | --------------- | --------------------- | ------- | ---------- | ---------- | ---------- |
| any  | batejats | total    | %        | total     | clergat secular | clergat regular | batejats por sacerdot | diaques | homes      | dones      |            |
| 1950 | 28.000   | 28.000   | 100,0    | 63        | 45              | 18              | 444                   |         | 37         | 120        | 35         |
| 1970 | 38.387   | 38.409   | 99,9     | 137       | 98              | 39              | 280                   |         | 48         | 144        | 46         |
| 1980 | 38.800   | 39.200   | 99,0     | 89        | 53              | 36              | 435                   | 1       | 47         | 112        | 48         |
| 1990 | 51.300   | 51.622   | 99,4     | 112       | 64              | 48              | 458                   |         | 67         | 135        | 58         |
| 1999 | 53.630   | 54.130   | 99,1     | 81        | 55              | 26              | 662                   |         | 34         | 97         | 58         |
| 2000 | 53.730   | 54.830   | 98,0     | 76        | 52              | 24              | 706                   |         | 32         | 95         | 58         |
| 2001 | 53.641   | 54.591   | 98,3     | 79        | 51              | 28              | 679                   |         | 32         | 94         | 58         |
| 2002 | 53.900   | 54.900   | 98,2     | 73        | 49              | 24              | 738                   |         | 28         | 92         | 58         |
| 2003 | 53.720   | 54.950   | 97,8     | 70        | 47              | 23              | 767                   |         | 27         | 91         | 58         |
| 2004 | 53.000   | 54.188   | 97,8     | 78        | 49              | 29              | 679                   |         | 35         | 98         | 58         |
| 2006 | 52.000   | 54.850   | 94,8     | 72        | 45              | 27              | 722                   |         | 33         | 94         | 58         |